# Танінака Осаму
Танінака Осаму (яп. 谷中 治, нар. 24 вересня 1964, Токіо —) — японський футболіст, що грав на позиції нападника.

## Клубна кар'єра
Грав за команду Фудзіта, Tosu Futures.

## Виступи за збірну
Дебютував 1984 року в офіційних матчах у складі національної збірної Японії. У формі головної команди країни зіграв 3 матчі.

## Статистика
Статистика виступів у національній збірній.
| Збірна Японії | Збірна Японії | Збірна Японії |
| Роки          | Ігри          | голи          |
| ------------- | ------------- | ------------- |
| 1984          | 1             | 0             |
| 1985          | 0             | 0             |
| 1986          | 2             | 0             |
| Усього        | 3             | 0             |